# Dowództwo Okręgu Korpusu Nr V

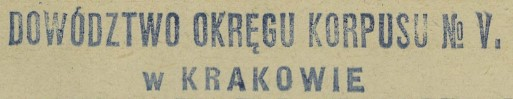
Pieczęć nagłówkowa, podłużna DOK V

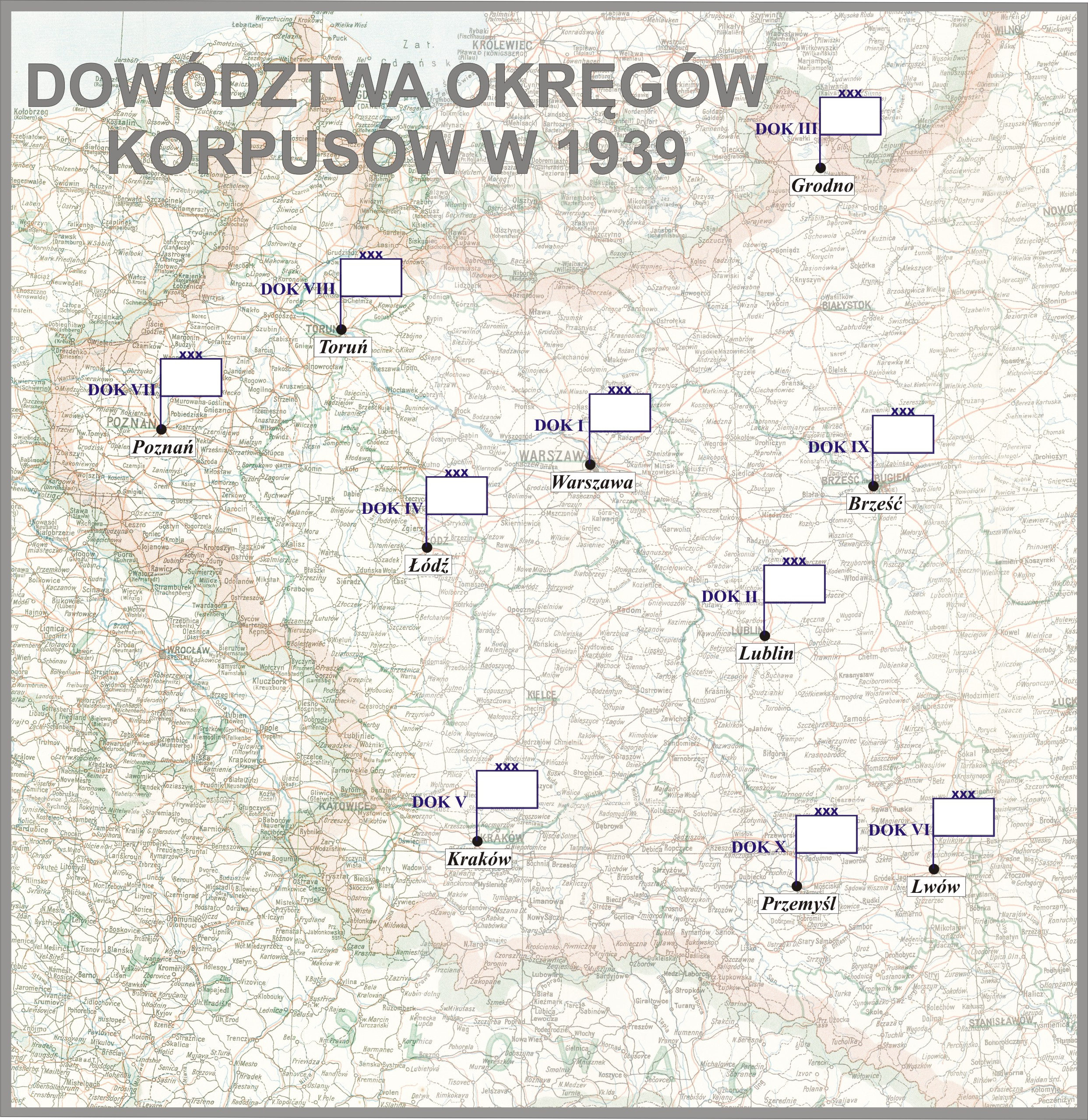
DOK w 1939

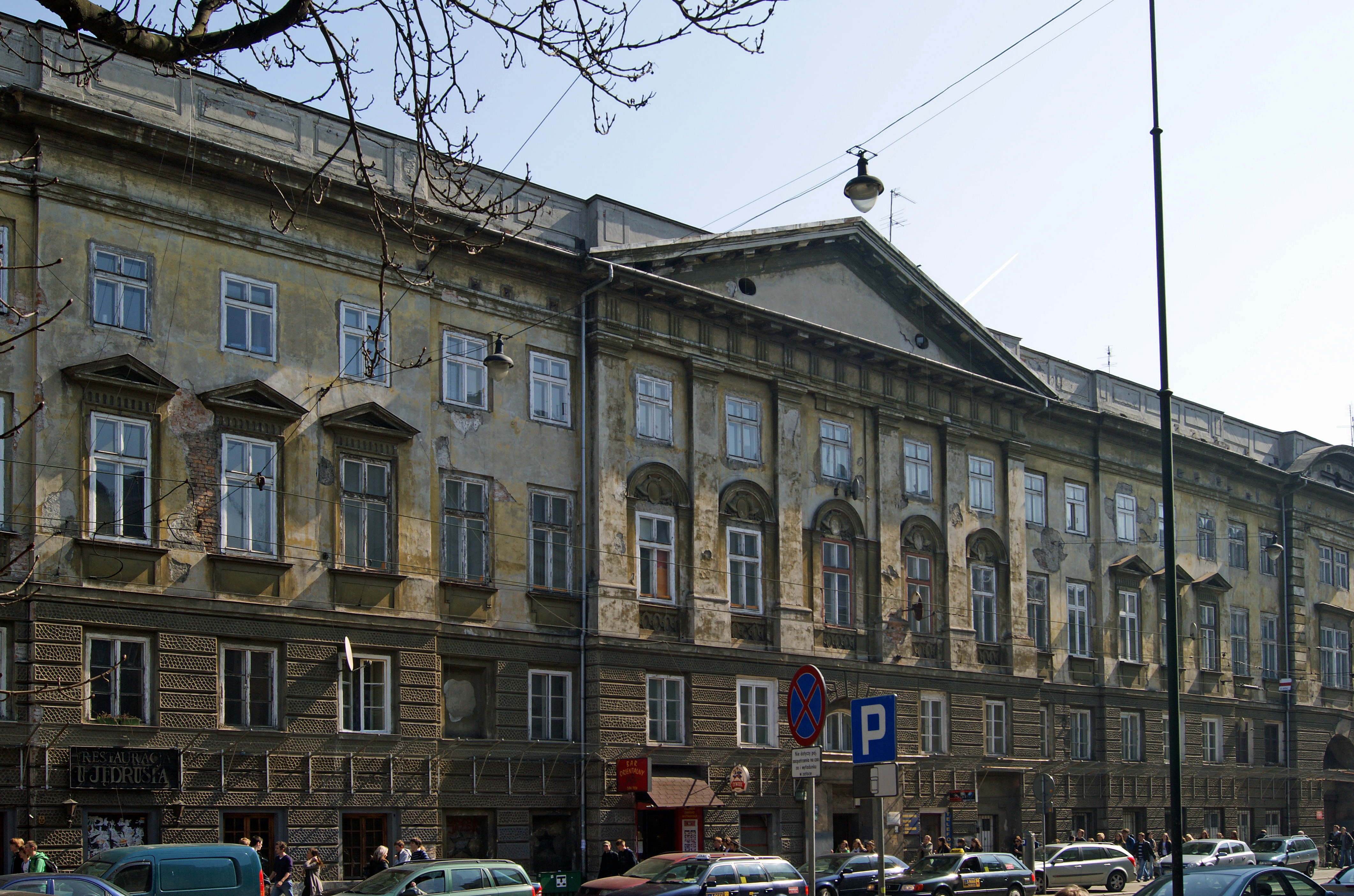
Budynek komendy V Korpusu, ul. Stradomska 12/14, Kraków (dawny klasztor bożogrobców)

Dowództwo Okręgu Korpusu Nr V (DOK V) – terytorialny organ Ministerstwa Spraw Wojskowych okresu II RP, pełniący funkcje administracyjno-gospodarcze, mobilizacyjne i garnizonowo-porządkowe z siedzibą w garnizonie Kraków.

## Historia okręgu
1 listopada 1918 została utworzona Polska Komenda Wojskowa w Krakowie, która początkowo objęła swoim zasięgiem powiaty Galicji Zachodniej i Śląska Cieszyńskiego, które wcześniej podlegały austriackiemu Militar-Kommando w Krakowie.
7 listopada PKL rozszerzyła swoją władzę o resztę Galicji, a w drugiej połowie listopada również o powiaty: będziński, dąbrowski i olkuski. 12 listopada 1918 PKL podjęła decyzję o utworzeniu 7 okręgów wojskowych:
- Podhalański Okręg Wojskowy z siedzibą w Nowym Targu - ppłk Andrzej Galica
- Przemyski Okręg Wojskowy z siedzibą w Przemyślu - ppłk Michał Tokarzewski-Karaszewicz[3]
- Śląski Okręg Wojskowy z siedzibą w Cieszynie - płk Franciszek Latinik
- Tarnowski Okręg Wojskowy z siedzibą w Tarnowie - płk Mieczysław Kuliński
- Wadowicki Okręg Wojskowy z siedzibą w Wadowicach - płk Celestyn Brŭckner
- Rzeszowski Okręg Wojskowy z siedzibą w Rzeszowie - płk Ludwik Zawada
- Będziński Okręg Wojskowy z siedzibą w Będzinie - płk Rudolf Tarnawski

Kraków i Wieliczka oraz powiat krakowski leżały w gestii Komendy Miasta Krakowa. Komendantem miasta mianowany został gen. Antoni Madziara, jego zastępcą, płk Stanisław Haller. Komendy okręgów wojskowych podlegały Polskiej Komendzie Wojskowej w Krakowie.
27 listopada 1918 Polska Komenda Wojskowa przemianowana została na Dowództwo Okręgu Generalnego w Krakowie.

## Dowództwo Okręgu Generalnego „Kraków” - Okręgu Korpusu Nr V
Dowódcy okręgu
- gen. por. Emil Gołogórski (27 listopada 1918 – 30 maja 1919[5])
- gen. por. Antoni Symon (od 30 maja 1919[6])
- gen. ppor. Gustaw Zygadłowicz (18 sierpnia – 3 października 1920)
- gen. por. Antoni Symon (1 września 1920 – marca 1921)
- gen. dyw. Aleksander Osiński (od 22 stycznia 1921)
- gen. dyw. Józef Czikel (10 września 1922 – 15 listopada 1923[7])
- gen. dyw. Mieczysław Kuliński (od 15 listopada 1923[8])
- gen. bryg. Stanisław Wróblewski (30 maja 1926 – 20 maja 1930[9])
- gen. bryg. Aleksander Narbutt-Łuczyński (20 maja 1930[10] - 1939)

Zastępcy dowódcy okręgu
- płk SG Eugeniusz Tinz (p.o. od 20 kwietnia 1921)
- gen. bryg. Henryk Minkiewicz (1 maja 1922 – 30 sierpnia 1923 → zastępca dowódcy OK I)
- gen. bryg. Wacław Dziewanowski (30 sierpnia 1923 – 1925)
- płk dypl. Marian Bolesławicz (5 lutego 1930 – październik 1935)
- gen. bryg. Bolesław Jatelnicki-Jacyna (1937 - wrzesień 1939)

Pomocnicy dowódcy okręgu
- płk Roman Witorzeniec (listopad 1935 – wrzesień 1939)

Oficerowie ordynansowi dowódcy okręgu (adiutanci)
- kpt. Michał Remer (lata 20.)[11]

Szefowie sztabu okręgu
- płk Stanisław Haller (18 listopada 1918 – 7 lutego 1919)
- płk Józef Czikel (1 maja 1919 – 6 marca 1920)
- płk SG Eugeniusz Tinz (4 września 1920 – 25 września 1921)
- płk SG Jan Kubin (? – 15 października 1923)
- płk SG Emil Krukowicz-Przedrzymirski (15 października 1923[12] – 31 lipca 1924[13])
- płk SG Rudolf Kawiński (15 października 1924 – 5 czerwca 1926)
- ppłk SG Mieczysław Wyżeł-Ścieżyński (5 czerwca – 10 listopada 1926)
- płk SG Marian Bolesławicz (grudzień 1926 – grudzień 1928)
- płk dypl. Leopold Endel-Ragis
- ppłk / płk dypl. kaw. Bolesław Świdziński (marzec 1929[14] - 30 września 1930 → stan nieczynny[15])
- ppłk dypl. piech. Zygmunt Berling (X 1930[16] - październik 1932)
- ppłk dypl. Tadeusz Roman Tomaszewski (X 1932 – luty 1936)
- ppłk dypl. Witosław Porczyński (do września 1939)

Zastępcy szefa sztabu
- ppłk Adam Jordan-Rozwadowski (1923[17])
- ppłk SG Wilhelm Lawicz-Liszka (od stycznia 1924)

Szefowie artylerii i uzbrojenia
- gen. bryg. Ignacy Ledóchowski (1923 – 1925)

Szefowie inżynierii i saperów
- płk sap. Józef Olszyna-Wilczyński (1922 – 13 lipca 1923 → szef Wydziału I Departamentu V MSWojsk.)
- płk sap. Jan Skoryna (13 lipca 1923 – 1925)

Szefowie łączności / szefowie 5 Okręgowego Szefostwa Łączności (1921-1929 i 1939)
- kpt. łącz. Stanisław Władysław Rausch (1923[18])
- ppłk łącz. dr Józef Seruga (VI 1926[19][20] – marzec 1929)

Szefowie intendentury / szefowie 5 Okręgowego Szefostwa Intendentury

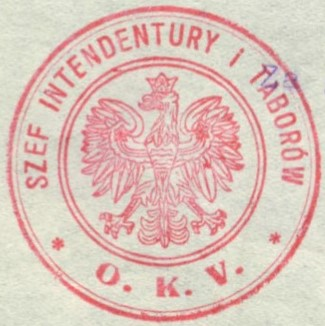
Odcisk pieczęci Szefa Intendentury i Taborów Okręgu Korpusu Nr V

- płk int. Stanisław Feliks Barzykowski (1923[18] – 1 grudnia 1924[21] → p.o. inspektora służby intendentury w Dep. VII MSWojsk.)
- płk int. Tadeusz Stefan Dębski (p.o. od 1 grudnia 1924[21])
- płk int. Szymon Miodoński (do sierpnia 1939 → szef intendentury Armii „Kraków”)

Szefowie Poborowi / inspektorzy poborowi
- ppłk piech. Tadeusz Wiśniowski (1923[18] – marzec 1925[22])
- płk piech. Maksymilian Marian Antoni Hoborski (od marca 1925[22])

Szefowie remontu
- ppłk jazdy Adam Śmiałowski[a] (do grudnia 1923)
- ppłk tab. Alfred Uleniecki (od lutego 1924[26])

Dowódcy Żandarmerii
- gen. ppor. Eugeniusz Dąbrowiecki (XI 1918 – maj 1919)
- płk żan. Emil Tintz (V – grudzień 1919)

Dowódca Obrony Przeciwlotniczej
- płk piech. Marian Ocetkiewicz (1937 – wrzesień 1939)

Szefowie sanitarni
- gen. ppor. Tadeusz Zapałowicz (1918–1921)
- płk lek. Ignacy Masny (1923)
- płk lek. Bolesław Korolewicz (8 II 1924 – 31 III 1930)
- płk lek. Jerzy Nadolski (VI 1930 – 30 IV 1934 → szef san. OK I)
- płk lek. Bolesław Błażejewski (V 1934 – 1936 → szef san. OK II)
- płk lek. Tomasz Krzyski (20 IV 1938 – VIII 1939)
- ppłk lek. dr Władysław Bartoszyński (p.o. 1–17 IX 1939)

Szefowie weterynarii
- ppłk lek. wet. Stanisław Iwaszkiewicz (1923[18])

Szefowie duszpasterstwa wyznania rzymskokatolickiego
- dziekan generalny ks. Piotr Niezgoda (1921–1930)
- proboszcz / dziekan ks. dr Antoni Zapała (1 czerwca 1931[27] - 1939)

Szefowie duszpasterstwa ewangelickiego
- proboszcz ks. Karol Grycz-Śmiłowski (1919 – 30 listopada 1930 → stan spoczynku)